# Timea stellivarians
Timea stellivarians är en svampdjursart som först beskrevs av Carter 1876.  Timea stellivarians ingår i släktet Timea och familjen Timeidae. Inga underarter finns listade i Catalogue of Life.